# Pisione laubieri
Pisione laubieri är en ringmaskart som beskrevs av Hartmann-Schröder 1970. Pisione laubieri ingår i släktet Pisione och familjen Pisionidae. Inga underarter finns listade i Catalogue of Life.